# سوبك نخت (مدير سامي)
كان سوبك-نخت مسئولاً مصرياً قديماً لقبه الرئيسي هو المدير السامي. و لقد شغل هذا المنصب في عصر الدولة الوسطى تحت إمرة الملك أمنمحات الأول مؤسس الأسرة الثانية عشرة، و ذلك في عام 1975 قبل الميلاد تقريباً. و تم التعرف على سوبك-نخت من خلال كتلة حجرية عليها نقوش كانت تُزين الهيكل الموجود في مقبرته باللشت بالقرب من هرم أمنمحات الأول. كما تم العثور على ثلاث كتل حجرية أخرى عليها نقوش في مكان قريب، ربما كانت تخص أيضًا مقبرة سوبك-نخت على الرغم من أنها لا تذكر اسمه. أما القبر نفسه فلم يتم تحديد موقعه حتى الآن. و يُعرف سوبك-نخت أيضًا من خلال تمثال تم العثور عليه في طيبة، وربما أيضاً من لوحة تم العثور عليها في أبيدوس.